# Don Pacifico
David Pacifico, meglio noto come Don Pacifico (Gibilterra, 1784 – Londra, 12 aprile 1854), è stato un diplomatico britannico naturalizzato portoghese, ricordato per la crisi internazionale che si creò attorno alla sua figura nel 1850.

## Biografia
Nasce a Gibilterra nel 1784, dove il nonno David Pacifico di Jehoshua, si era trasferito dall'Italia nel 1726 a 19 anni , da una famiglia ebraica d'origine sefardita spagnola trasferitasi in Italia all'indomani del decreto di espulsione degli ebrei dalla Spagna nel 1492.
Mentre esercitava il suo ruolo di console del Portogallo ad Atene, la sua casa fu devastata da un pogrom antisemita durante la Pasqua ortodossa del 1847 .  Pacifico si rivolse alle autorità greche per ottenere il risarcimento dei danni ma quando divenne chiaro che la polizia greca non aveva intenzione di procedere contro i responsabili chiese aiuto al governo della Gran Bretagna, Paese di cui (essendo nato a Gibilterra) aveva la cittadinanza.
Il Ministro degli Esteri britannico Lord Palmerston, decise di organizzare una spedizione militare contro la Grecia e inviò la flotta per bloccare il Pireo, il porto di Atene. Dopo otto settimane di blocco il governo greco decise di pagare quanto dovuto a Don Pacifico:120,000 dracme e £ 500
.